# Milden Castle
Milden Castle är ett slott i Storbritannien. Det ligger i grevskapet Suffolk och riksdelen England, i den sydöstra delen av landet, 90 km nordost om huvudstaden London. Milden Castle ligger 72 meter över havet.
Terrängen runt Milden Castle är platt, och sluttar söderut. Runt Milden Castle är det ganska tätbefolkat, med 139 invånare per kvadratkilometer. Närmaste större samhälle är Hadleigh, 8,3 km sydost om Milden Castle. Trakten runt Milden Castle består till största delen av jordbruksmark.